# Christian Fittipaldi
Christian Fittipaldi (São Paulo, Brasil; 18 de enero de 1971) es un piloto de automovilismo brasileño que ha competido profesionalmente en distintas disciplinas del motor.
Participó en 43 Grandes Premios de Fórmula 1 con las escuderías de Minardi y Footwork, entre 1992 y 1994, puntuando en cinco oportunidades. Luego resultó quinto en la serie CART en 1996 y 2002, logrando dos victorias además de un segundo puesto en las 500 Millas de Indianápolis de 1995. También se destacó con sport prototipos, al vencer en las 24 Horas de Daytona de 2004 y 2014, las 12 Horas de Sebring de 2015, las 6 Horas de Watkins Glen. Logró el título de pilotos de la United SportsCar Championship en 2014 y 2015, subcampeón en 2016, y resuló séptimo en la Rolex Sports Car Series 2013.
Es hijo del también expiloto de Fórmula 1 y director de equipos Wilson Fittipaldi, y sobrino del dos veces campeón de Fórmula 1, Emerson Fittipaldi.

## Inicios
Fittipaldi resultó segundo en la Fórmula Ford Brasileña en 1988. Después finalizó tercero en la Fórmula 3 Sudamericana en 1989, y en 1990 obtuvo el título en la Fórmula 3 Sudamericana y el cuarto puesto en la Fórmula 3 Británica.
En 1991, el brasileño se instaló en Europa para disputar la Fórmula 3000, donde consiguió dos victorias y siete podios en diez carreras para obtener el campeonato frente a Alessandro Zanardi. Más tarde, resultó tercero en el Gran Premio de Macao de Fórmula 3.

## Fórmula 1
El salto a la Fórmula 1 lo dio con el equipo Minardi, uno de los más modestos de la parrilla, en la temporada de 1993. Ese año consiguió sumar un total de cinco puntos en el campeonato de pilotos, pero el equipo decidió prescindir de él cuando quedaban dos carreras por disputar. La temporada siguiente compitió en el equipo Footwork, en el que consiguió dos cuartos puestos, para sumar un total de seis puntos en el campeonato. Al finalizar dicha temporada decidió probar suerte en las competiciones de los Estados Unidos.

## CART y A1GP
Fittipaldi debutó en el campeonato estadounidense de monoplazas CART en 1995 con el equipo Walker. Ese año, obtuvo el segundo puesto de las 500 Millas de Indianápolis por detrás de Jacques Villeneuve, donde recibió el galardón de mejor novato de la carrera. En 1996 pasó a correr para Newman/Haas, con el que resultó quinto en el campeonato con tres podios.
Obtuvo su primera victoria en la carrera de Road America de 1999. A pesar de no haber ganado hasta ese momento, ya se le consideraba candidato al campeonato, por su regularidad finalizando carreras. Con un total de cinco podios, finalizó séptimo en la tabla general.
En 2000 venció por segunda vez, en este caso en el óvalo de Fontana. También consiguió dos terceros puestos, y quedó 12.º en la tabla general.
En 2001 Apareció en la película Driven de monoplazas CART como el mismo producida por Renny harlin y escrita por Neal Tabashcnick y Sylvester Stallone
Fittipaldi corrió con Newman/Haas hasta 2002. Ese año logró tres segundos puestos y dos terceros, aunque no triunfó en ninguna fecha, y resultó quinto en el campeonato. Tras dejó de competir en la CART con un saldo de dos victorias, 20 podios y una pole position.
En su paso por la CART sufrió dos roturas de pierna, que aunque se pudo recuperar de ambas, hicieron que no volviese a mostrar el mismo nivel.
A principios de 2006, Fittipaldi representó a Brasil en cuatro fechas del campeonato de monoplazas A1 Grand Prix, logrando un cuarto puesto en la carrera final de Indonesia.

## NASCAR
Fittipaldi decidió iniciarse en stock cars en la NASCAR. Durante 2001 y 2002 tuvo tres participaciones en la NASCAR Busch Series. A pesar de no lograr grandes resultados, logró que Richard Petty se fijase en él para fichar por su equipo, con el que debutó en la NASCAR Cup Series de 2002 en Phoenix.
En 2003 participó por primera vez en las 500 Millas de Daytona, en una carrera de prueba con el equipo de Andy Petree. Luego compitió en 14 fechas con Petty, obteniendo como mejor resultado un 24.º puesto en Pocono.

## Turismos
En 2005, Fittipaldi dejó los Estados Unidos para volver a Brasil a disputar el Stock Car Brasil, el principal campeonato de automovilismo del país. Ese año puntuó en cinco fechas de 12 al volante de un Mitsubishi Lancer, destacándose un sexto puesto en Tarumã, y terminó 23.º en la tabla general. Además, disputó los 200 km de Buenos Aires del TC 2000 Argentino con un Chevrolet Astra oficial, acompañando a Matías Rossi.
El piloto corrió en tres fechas del Stock Car Brasil 2006 con un Mitsubishi Lancer y cinco con un Chevrolet Astra, logrando un octavo puesto en Jacerepaguá como mejor resultado que lo colocó 27.º en el campeonato de pilotos. Regresó a Argentina a correr en los 200 km de Buenos Aires, ahora con un Toyota Corolla oficial junto a Gabriel Furlán.
En 2010 disputó nuevamente el Stock Car Brasil, obteniendo apenas un 15.º puesto con su Chevrolet Vectra en 12 carreras. También resultó cuarto en el Trofeo Fiat Línea Brasil 2010, séptimo en 2011 y tercero en 2012.
El piloto fue invitado para disputar dos fechas de la Superstars Series 2012, obteniendo un cuarto puesto y dos quintos con una Maserati Quattroporte.

## Resistencia
En paralelo a su actividad en la Fórmula 1, fue ganador de las 24 Horas de Spa de 1993 y las 1000 Millas Brasileñas de 1994.
Fittipaldi debutó en las 24 Horas de Daytona en 2003 con el equipo Bell, resultando sexto con un Doran-Chevrolet de la clase Daytona Prototypes. Fue uno de los pilotos que ganaron las 24 Horas de Daytona de 2004, en este caso con un Doran-Pontiac. Luego participó en otras cuatro fechas de la Grand-Am Rolex Sports Car Series con Bell, logrando un séptimo puesto en Virginia.
El brasileño disputó las dos primeras carreras de la serie Grand-Am 2006 con Bell, obteniendo un sexto puesto en Homestead. Luego corrió seis fechas con un Riley-Pontiac de The Racer's Group, logrando la victoria en Phoenix, el segundo puesto en las 6 Horas de Watkins Glen y el tercero en las 200 de Watkins Glen.
En 2006, Fittipaldi disputó la serie Grand-Am por completo con el equipo de Eddie Cheever Jr. Obtuvo un segundo puesto y un sexto, para quedar ubicado en la 23.ª posición del campeonato de pilotos de la clase DP. Ese mismo año, participó en las 24 Horas de Le Mans con un Saleen S7, donde acabó en el sexto puesto de la clase GT1, de un total de once participantes.
Continuando con Cheever, el piloto consiguió un cuarto puesto, un séptimo y un octavo en 2007, quedando así 20.º en la tabla general de la clase DP de la serie Grand-Am. Además, llegó décimo en la clase GT1 de las 24 Horas de Le Mans, a los mandos de un Aston Martin DB9 del equipo Modena junto a Antonio García y un amateur.
Fittipaldi disputó las primeras cuatro fechas de la American Le Mans Series 2008 con Andretti Green. Pilotando un Acura de la clase LMP2 junto a Bryan Herta, obtuvo un cuarto puesto, un quinto, un sexto y un séptimo. A continuación, disputó nuevamente las 24 Horas de Le Mans con un Aston Martin DB9 de Modena, llegando a meta retrasado en la 30.ª posición general. Luego corrió en las cinco fechas finales de la serie Grand-Am con un Coyote-Pontiac de Cheever, obteniendo un segundo puesto y un sexto.
El piloto fue invitado para correr las 24 Horas de Daytona de 2011 con un Riley-Porsche del equipo Action Express, resultando tercero absoluto junto a Max Papis y João Barbosa entre otros. En 2012 participó nuevamente en dicha carrera con Action Express, en este caso al volante de un Chevrolet Corvette DP, con el que finalizó quinto.
El brasileño se convirtió en piloto titular de Action Express para la temporada 2013 de la Grand-Am Rolex Sports Car Series. Logró dos victorias en Mid-Ohio y las 6 Horas de Watkins Glen, dos segundos puestos, un cuarto y un quinto, en su mayoría junto a Barbosa. De este modo, quedó séptimo en el campeonato de pilotos de la clase Daytona Prototypes.
La dupla siguió en el equipo Action Express para la temporada 2014 del nuevo United SportsCar Championship, formada de la fusión de la serie Grand-Am Rolex Sports Car Series y la American Le Mans Series. Ganó en las 24 Horas de Daytona, contando como piloto adicional a Sébastien Bourdais. Fittipaldi y Barbosa triunfaron dos veces más en la temporada:Indianapolis y Road America, y lograron otros 5 podios, llevándose el título de pilotos de clase Prototipos.
El dúo defendió con éxito el campeonato en 2015, lograron un triunfo absoluto en las 12 Horas de Sebring y uno de clase en la Petit Le Mans, teniendo a Bourdais como piloto adicional. Aparte obtuvieron un segundo puesto en las 24 Horas de Daytona y tres podios adicionales, y en diez fechas disputadas, solo en una quedaron afuera de los primeros cinco.
En 2016, Fittipaldi y Barbosa triunfaron en las 6 Horas de Watkins Glen y sumaron cuatro segundos puestos y dos terceros. Pero, por un punto de diferencia, resultaron subcampeones de la categoría, por detrás de Dane Cameron y Eric Curran.

## Resultados

### Fórmula 3000 Internacional
(Clave) (negrita indica pole position) (cursiva indica vuelta rápida)

| Año     | Escudería      | 1     | 2     | 3     | 4     | 5       | 6     | 7     | 8       | 9     | 10    | Pos. | Puntos |
| ------- | -------------- | ----- | ----- | ----- | ----- | ------- | ----- | ----- | ------- | ----- | ----- | ---- | ------ |
| 1991    | Pacific Racing | VAL 2 | PAU 2 | JER 1 | MUG 3 | PER Ret | HOC 4 | BRH 3 | SPA Ret | BUG 2 | NOG 1 | 1.º  | 47     |
| Fuente: |                |       |       |       |       |         |       |       |         |       |       |      |        |

### Fórmula 1
(Clave) (negrita indica pole position) (cursiva indica vuelta rápida)

| Año     | Escudería     | 1       | 2       | 3       | 4       | 5       | 6       | 7      | 8       | 9      | 10     | 11      | 12      | 13      | 14     | 15    | 16    | Pos. | Puntos |
| ------- | ------------- | ------- | ------- | ------- | ------- | ------- | ------- | ------ | ------- | ------ | ------ | ------- | ------- | ------- | ------ | ----- | ----- | ---- | ------ |
| 1992    | Minardi Team  | RSA Ret | MEX Ret | BRA Ret | ESP 11  | SMR Ret | MON 8   | CAN 13 | FRA DNQ | GBR    | GER    | HUN     | BEL DNQ | ITA DNQ | POR 12 | JPN 6 | AUS 9 | 17.º | 1      |
| 1993    | Minardi Team  | RSA 4   | BRA Ret | EUR 7   | SMR Ret | ESP 8   | MON 5   | CAN 9  | FRA 8   | GBR 12 | GER 11 | HUN Ret | BEL Ret | ITA 8   | POR 9  | JPN   | AUS   | 13.º | 5      |
| 1994    | Footwork Ford | BRA Ret | PAC 4   | SMR 13  | MON Ret | ESP Ret | CAN DSQ | FRA 8  | GBR 9   | GER 4  | HUN 14 | BEL Ret | ITA Ret | POR 8   | EUR 17 | JPN 8 | AUS 8 | 15.º | 6      |
| Fuente: |               |         |         |         |         |         |         |        |         |        |        |         |         |         |        |       |       |      |        |

### Turismo Competición 2000
| Año  | Equipo                      | Auto               | 1    | 2   | 3   | 4   | 5   | 6   | 7   | 8   | 9   | 10  | 11  | 12    | 13  | 14  | Res. | Puntos |
| ---- | --------------------------- | ------------------ | ---- | --- | --- | --- | --- | --- | --- | --- | --- | --- | --- | ----- | --- | --- | ---- | ------ |
| 2005 |                             |                    | BA I | PAR | VIE | SJU | OLA | AG  | CUR | OBE | RAF | SRA | CON | BA II | SL  | GR  | -    | -      |
| 2005 | Chevrolet Elaion Pro Racing | Chevrolet Astra II |      |     |     |     |     |     |     |     |     |     |     | Ret   |     |     | -    | -      |
| 2006 |                             |                    | BA I | OLA | CR  | VIE | SFE | SJU | SRA | RES | CUR | SMM | GR  | BA II | OBE | PAR | -    | -      |
| 2006 | Toyota Team Argentina       | Toyota Corolla IX  |      |     |     |     |     |     |     |     |     |     |     | Ret   |     |     | -    | -      |

### Citas
1. ↑  «1991 FIA International F3000 Championship | Motor Sport Magazine Database». Motor Sport Magazine (en inglés). Consultado el 15 de septiembre de 2021.
2. ↑  «Christian FITTIPALDI • STATS F1». STATS F1. Consultado el 15 de septiembre de 2021.